# Nod (ecuație diferențială)
În matematică comportarea unei ecuații diferențiale liniare autonome⁠(d) în jurul unui punct critic⁠(d) este un nod dacă sunt îndeplinite următoarele condiții:
Orice cale converge către sau se îndepărtează de punctul critic (în funcție de ecuația respectivă) când {\displaystyle t\rightarrow \infty } (sau când {\displaystyle t\rightarrow -\infty }). În plus, fiecare cale se apropie de punctul asimptotic printr-o linie.